# Willies (Norte)
Willies é uma comuna francesa na região administrativa de Altos da França, no departamento do Norte. Estende-se por uma área de 4.14 km². Em 2010 a comuna tinha 144 habitantes (densidade: 34,8 hab./km²).